# Netrpeljivost
 Ovo je glavno značenje pojma Netrpeljivost. Za istoimeni film pogledajte Netrpeljivost (1916.).
Netrpeljivost  ili antipatija (iz starogrčkog jezika αντιπάθεια antipatheia) je ljudski osjećaj čija je percepcija subjektivna i koju promatrač ne može u svakom slučaju shvatiti. Dok averzija i gađenje označava sklonost za negativne reakcije osjeta prema objektima ili stimulaciji, pojam netrpeljivosti se koristi uglavnom za opis jednog društvenog ili međuljudskoga odnosa. Suprotnost od antipatije je simpatija.
Netrpeljivost je oblik spontane averzije, koja se razvija prije svega onda kada se drugu osobu ne može podnijeti ili se osobu ne voli.
Žestoka netrpeljivost se može osjećati i kao mržnja.